# Chicoutimi

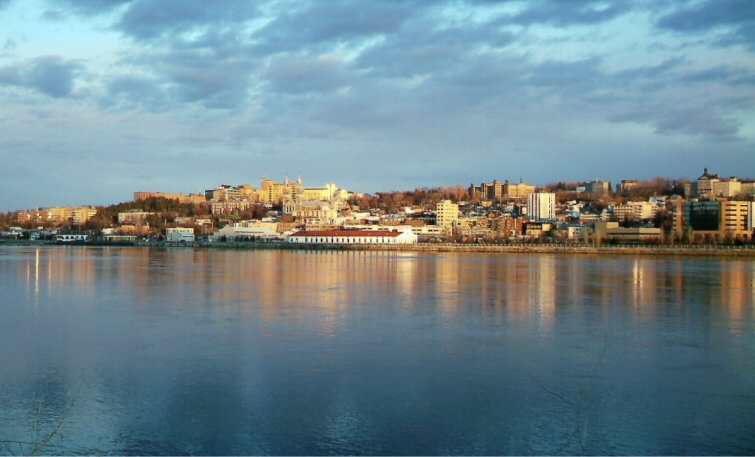

Chicoutimi é um dos três boroughs da cidade de Saguenay, Quebec, Canadá. Foi uma cidade separada por direito próprio até 2002. Chicoutimi tinha uma população de 59.764 no Censo do Canadá de 2001, o último censo no qual  Chicoutimi foi contado como uma cidade separada.